# レバプ州
座標: 北緯39度0分 東経63度0分 / 北緯39.000度 東経63.000度
レバプ州（レバプしゅう、トルクメン語: Lebap welaýaty）は、トルクメニスタンを構成する州（ベラヤト）の一つ。州都はテュルクメナバート。 州の境目は東にアフガニスタン 、 北にウズベキスタンに接している。州の面積は93,730平方キロメートル、および人口は約145万人（2022年国勢調査）である。

## 概要
レバプという名前の由来はペルシャ語で「川辺」を意味し、アムダリア川の中腹部に面している。トルクメニスタンで最も高い山があり、アイリーババ山（3137メートル）がある。州域はギジルガム砂漠の西端に位置しており、東側をアムダリヤ川が流れている。アムダリヤ川の豊富な水資源のおかげで、ソ連時代は世界で最高品質の綿や小麦を生産していた。しかしながら、ソ連崩壊後無計画な灌漑によりアムダリヤ川の水位が低下、砂漠化が進んでいる。
州域は豊富な鉱物資源、地下資源に恵まれており、天然ガスが豊富に埋蔵されている。中国へ向けたガスパイプライン約600kmを中国資本にて開通させ、安定供給している。この資金がトルクメニスタンの経済を支えている。このほかにも、ロシア、イランへも天然ガスを輸出している。

## 地区
レバプ地域は15地区（Etraplar、単形Etrap）に分割され、これに加えて3都市（Il）が行政区分となっている。1995年から名称変更は括弧内に表示する。
- 地区

1. ケルキ地区（1999年-2017年まではアタムラート地区）
2. ベイークトルクメンバシ地区（旧ドストリク地区）
3. ビラタ地区（旧ダーガナタ地区）
4. ドゥレットリー地区（2007年8月新設）
5. ファラプ地区
6. ガルキニス地区（旧ダニュー地区）
7. ガラベケブール地区
8. ガラシジリク地区（旧ボイニュズン地区）
9. ハラク地区
10. ホジャンバズ地区
11. コイテンダーグ地区（旧カルサニ地区）
12. サーカル地区
13. サヤト地区
14. セルダラバート地区（旧テュルクメナバート/カージュー地区）
15. セイディ地区

- 都市

1. マグダニリー市（旧ゴウルダーク）
2. セイディ市
3. テュルクメナバート市（旧カージュー）